# John Harsanyi
John Charles Harsanyi (Hongaars: Harsányi János Károly) (Boedapest, 29 mei 1920 – Berkeley, 9 augustus 2000) was een Hongaars-Australisch-Amerikaans econoom.
Hij is vooral bekend door zijn werk op het gebied van de speltheorie en de toepassing hiervan in de economie. Hiervoor kreeg hij in 1994 samen met John Forbes Nash Jr. en Reinhard Selten de Prijs van de Zweedse Rijksbank voor economie. Verder droeg hij bij aan het gebruik van de speltheorie in politieke en morele filosofie, vooral bij utilitaristische ethiek.

## Biografie

### Jonge jaren
John C. Harsanyi studeerde aan het Lutheran Gymnasium in Boedapest. Tijdens zijn middelbareschoolperiode werd hij een van de beste probleemoplossers van de KöMaL, een wiskundig en natuurkundig tijdschrift. Hij won ook de eerste prijs in een wiskundewedstrijd voor middelbare scholieren.
Hoewel hij wiskunde en filosofie wilde studeren, stuurde zijn vader, die zelf een apotheek had, hem in 1939 naar Frankrijk om scheikunde te studeren aan de Universiteit van Lyon. Door de uitbraak van de Tweede Wereldoorlog keerde Harsanyi vroegtijdig weer terug naar Hongarije. Daar ging hij farmacologie studeren aan de Loránd Eötvös Universiteit. Hij haalde zijn diploma in 1944. Als farmacologiestudent kon Harsanyi de militaire dienstplicht ontlopen. In 1944, na de val van het Horthy-regime, werd deze regeling echter opgeheven en moest hij toch in dienst aan het oostfront. Na zeven maanden dwangarbeid kon Harsanyi ontsnappen. Hij hield zich gedurende de rest van de oorlog schuil in een klooster.

### Na de oorlog
Na de oorlog keerde Harsanyi terug naar de universiteit voor zijn vervolgstudie. In 1947 haalde hij zijn Ph.D. Omdat hij destijds nog fanatiek katholiek was, studeerde hij ook theologie. Later verloor hij zijn geloof en werd hij atheïst. Harsanyi studeerde van 1947 tot 1948 aan de faculteit van het Instituut voor Sociologie. Hier leerde hij Anne Klauber kennen, met wie hij later trouwde. Hij was gedwongen de faculteit te verlaten toen hij openlijk zijn anti-marxistische ideeën uitte. Harsanyi bleef nog twee jaar in Hongarije, waar hij probeerde de apotheek van zijn familie te verkopen zonder deze kwijt te raken aan de autoriteiten. Toen in 1950 duidelijk werd dat de communisten de apotheek zouden innemen, vluchtte hij met Anne en haar ouders naar Oostenrijk. Vandaar vluchtte hij naar Australië, waar de kennissen van de Klaubers kwamen wonen.

### In Australië
Op 30 december 1950 arriveerden Harsanyi en Anne in Australië. Op 2 januari 1951 trouwden de twee.
Harsanyi's diploma's en universitaire titels werden in Australië niet erkend, dus was hij gedwongen weer te gaan studeren. Overdag werkte hij in een fabriek, en 's avonds studeerde hij economie aan de Universiteit van Sydney. In 1953 haalde hij zijn master. Tijdens zijn studie publiceerde hij papers in economische tijdschriften, waaronder de Journal of Political Economy en de Review of Economic Studies. Na het halen van zijn master werd hij leraar aan de Universiteit van Queensland in Brisbane.

### Latere jaren
In 1956 kreeg Harsanyi een studiebeurs van de Rockefeller Foundation waarmee hij en Anne twee jaar in de Verenigde Staten konden gaan studeren en werken aan de Stanford-universiteit. Hier ging Harsanyi zich bezighouden met de speltheorie, onder toezicht van Kenneth Arrow. Tevens haalde hij er in 1959 een tweede Ph.D. in economie. Toen zijn visum afliep, keerde hij terug naar Australië.
Terug in Australië werkte Harsanyi een tijdje aan de Australische Nationale Universiteit, maar hij raakte al snel gefrustreerd door het feit dat men in Australië niets zag in zijn speltheorie-onderzoek. Daarom emigreerde hij naar de Verenigde Staten, waar hij van 1961 tot 1963 economie doceerde aan de Wayne State University in Detroit. In 1964 verhuisde hij naar Berkeley, alwaar hij tot aan zijn pensioen in 1990 werkte aan de Universiteit van Californië - Berkeley. Kort na aankomst in Berkeley kregen hij en zijn vrouw hun eerste kind. Harsanyi hield zich intensief bezig met de speltheorie. Dit werk leverde hem uiteindelijk de Prijs van de Zweedse Rijksbank voor economie op.
John Harsanyi stierf in 2000 aan een hartaanval, nadat hij ook al een tijd last had van de ziekte van Alzheimer.

## Publicaties
- "Cardinal Utility in Welfare Economics and in the Theory of Risk-Taking", Journal of Political Economy (1953)
- "Cardinal Welfare, Individualistic Ethics and Interpersonal Comparisons of Utility", Journal of Political Economy(1955)
- "Bargaining in Ignorance of the Opponent's Utility Function", Journal of Conflict Resolution (1962)
- "Games with Incomplete Information Played by "Bayesian" Players, I-III. Part I. The Basic Model", Management Science, Vol. 14, No. 3, Theory Series (1967)
- Essays on Ethics, Social Behavior, and Scientific Explanation, Dordrecht, Holland: Reidel Publishing Company (1976)
- Rational Behavior and Bargaining Equilibrium in Games and Social Situations, Cambridge, United Kingdom: Cambridge University Press (1977)
- Papers in Game Theory, Dordrecht, Holland: Reidel Publishing Company (1982)
- A General Theory of Equilibrium Selection in Games (with Reinhard Selten), Cambridge, MA: MIT-Press. (1988)